# Sachsenring P240
Sachsenring P240 – samochód osobowy produkowany przez wschodnioniemieckie przedsiębiorstwo VEB Sachsenring Automobilwerke Zwickau w latach 1955-1959. Dostępny był jako 4-drzwiowy sedan, 5-drzwiowe kombi oraz 4-drzwiowy kabriolet. Do napędu używano silnika R6 o pojemności 2,4 l. Moc przenoszona była na oś tylną. Samochód wyposażono w czterobiegową skrzynię biegów. Nazwa pojazdu pochodzi od toru wyścigowego Sachsenring. Samochód produkowano w Zwickau w NRD gdzie wyprodukowano 1382 egzemplarze. W 1969 roku z okazji 20-lecia Niemieckiej Republiki Demokratycznej zbudowano dla NVA 2 (lub według innych źródeł 5) egzemplarze Sachsenring P240 Repräsentant. Model ten posiadał nowe nadwozie z poliestru wyprodukowane w VEB Karosseriewerk Drezno oraz nieco zmodyfikowany silnik. W 1955 roku wyprodukowano 20 egzemplarzy P240, w 1956 roku – 226 sztuk, 1957 – 507 sztuk, 1958 – 519 sztuk, 1959 – 110 sztuk.

## Dane techniczne
Źródło:

### Silnik
- R6 2,4 l (2407 cm³), benzynowy, OM 6-42,5
- Średnica × skok tłoka: 78,00 mm × 84,00 mm
- Stopień sprężania: 7,1:1
- Moc maksymalna: 80 KM (59 kW) przy 4000 obr./min
- Maksymalny moment obrotowy: 167 N•m przy 1500 obr./min
- Prędkość maksymalna: 140 km/h

### Inne
- Zużycie paliwa: 11-13 l/100 km
- Rozstaw kół przód / tył: b.d.

## Galeria

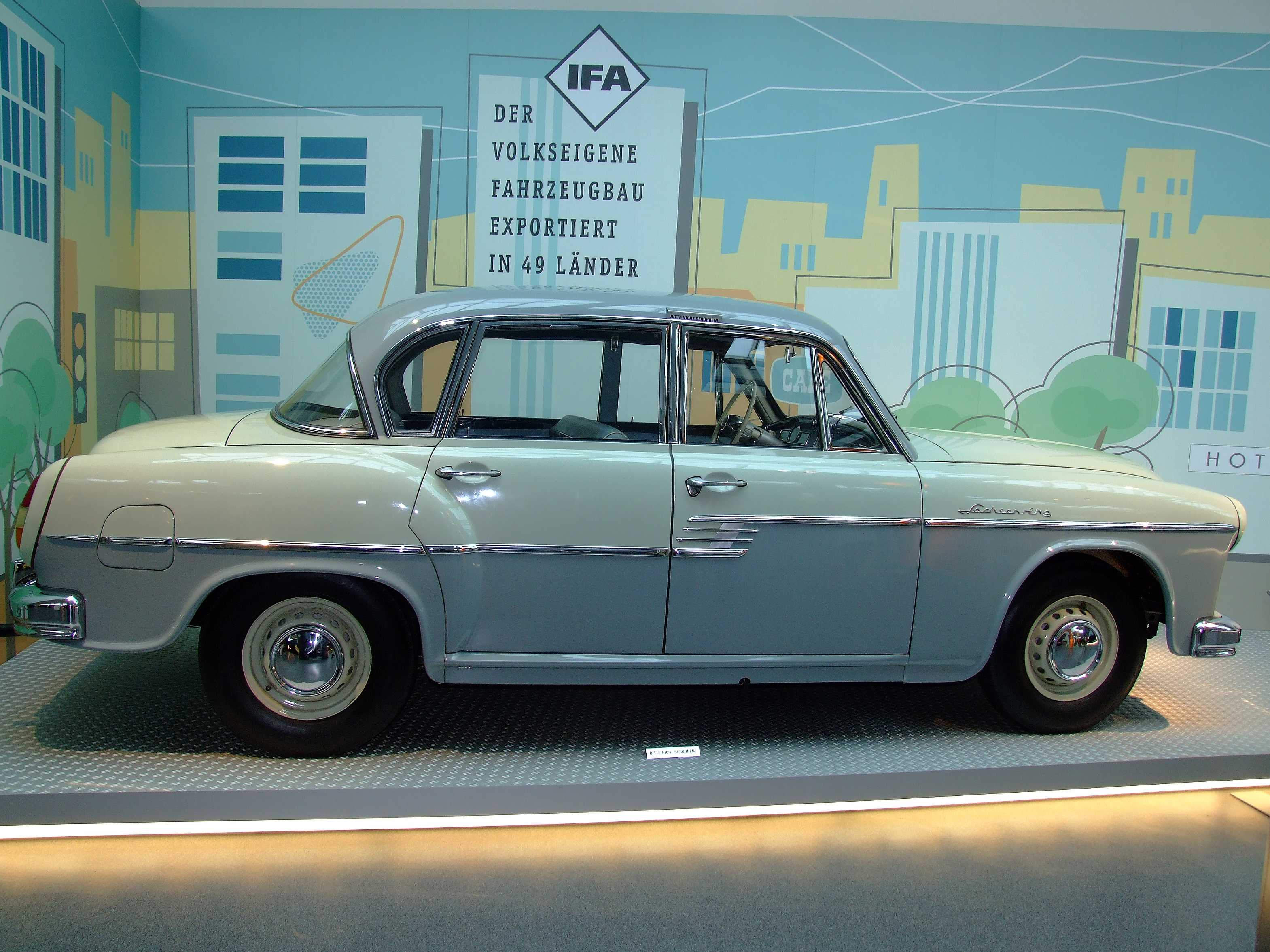
Bok wersji sedan
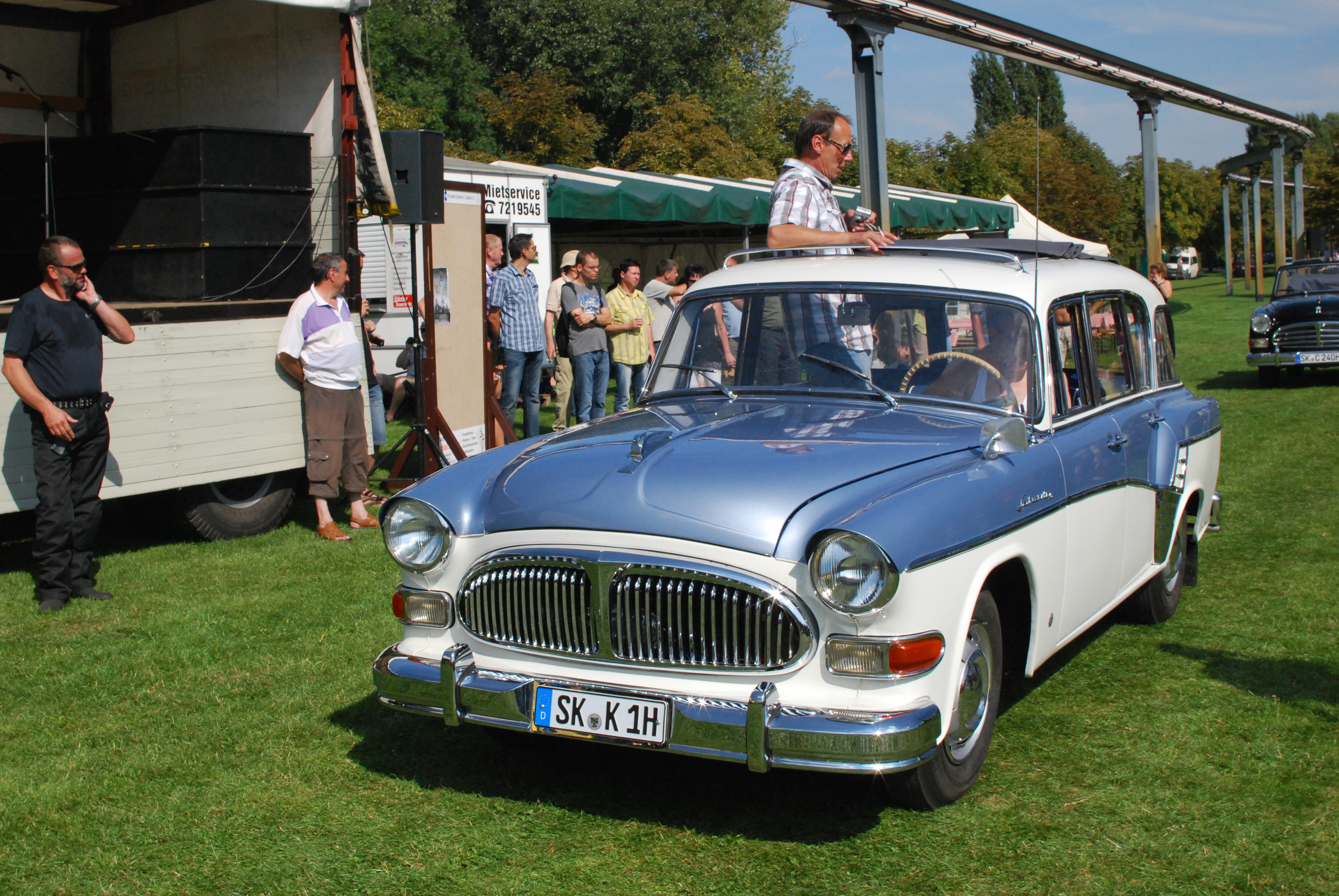
Wersja kombi
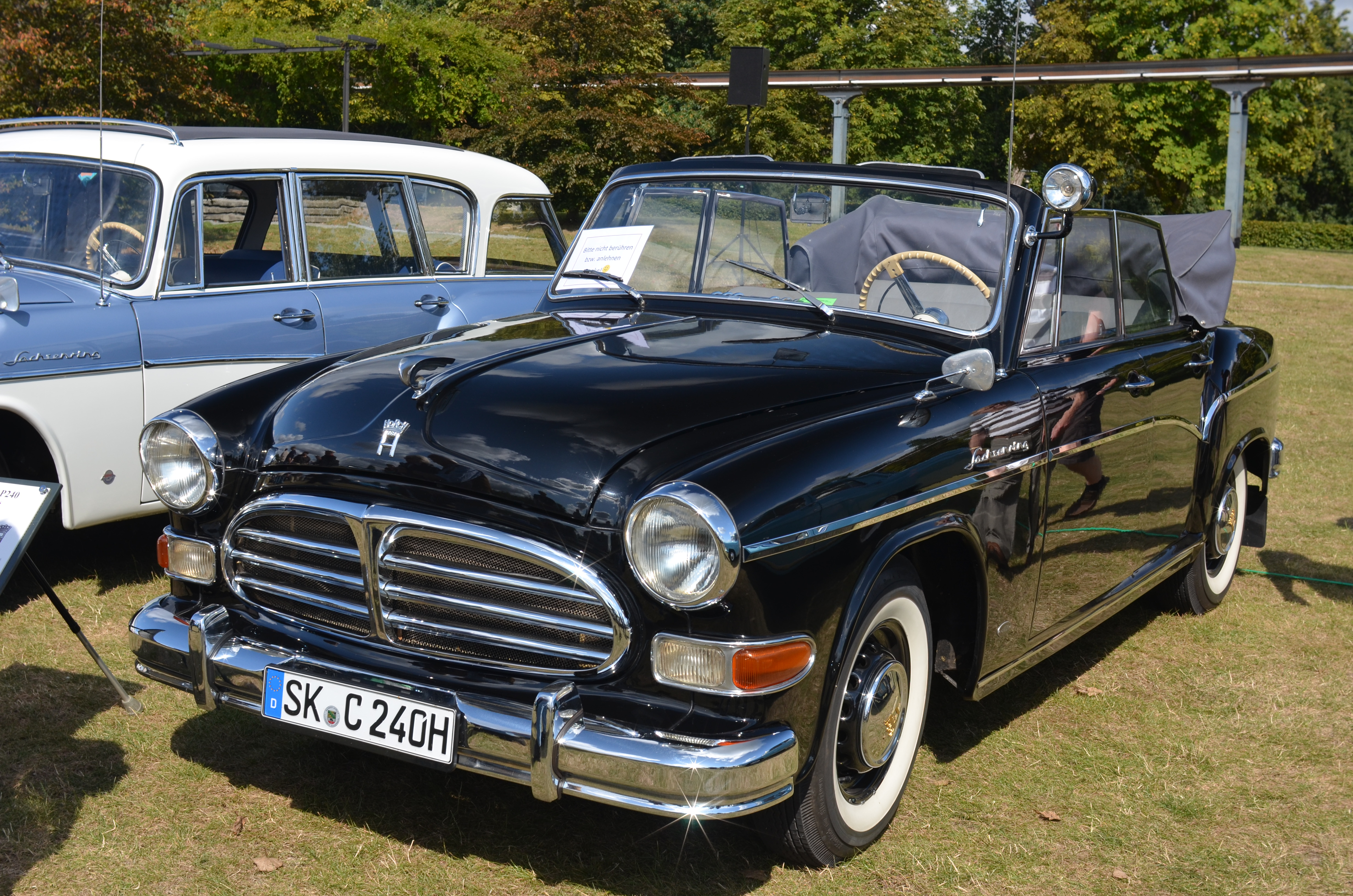
Wersja kabriolet
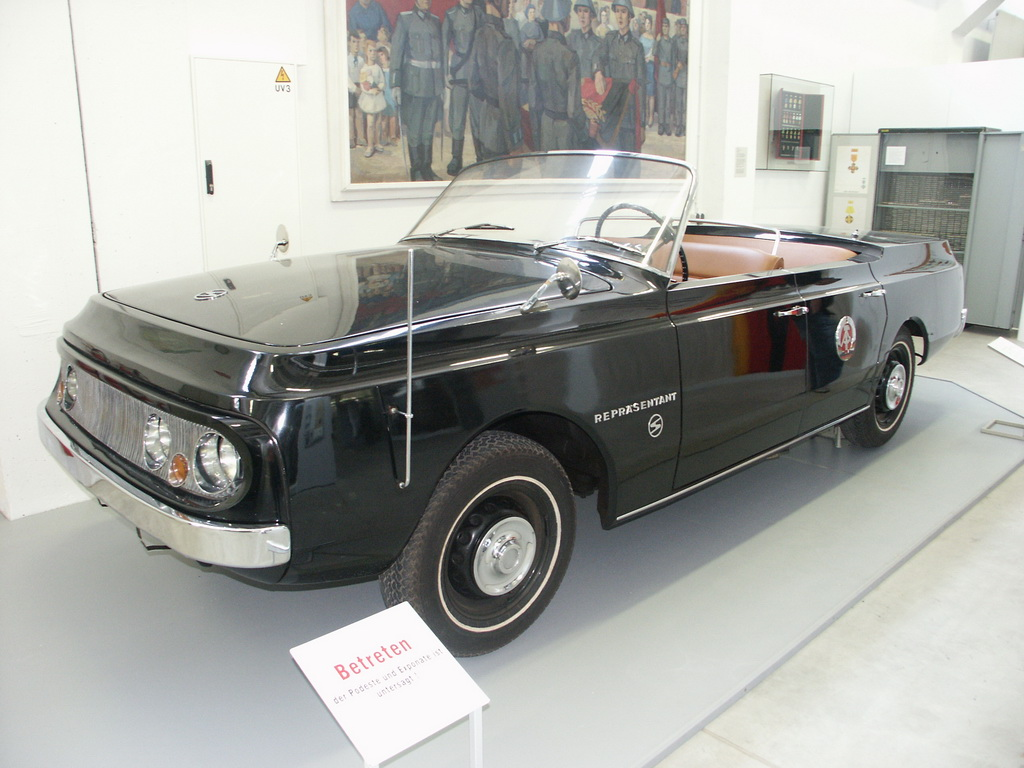
Sachsenring P240 Repräsentant skonstruowany w roku 1969 na potrzeby Nationale Volksarmee